# 아고산대양털쥐
아고산대양털쥐(Mallomys istapantap)는 쥐과에 속하는 설치류의 일종이다. 인도네시아의 서뉴기니(서파푸아)와 파푸아뉴기니에서 발견된다.

## 특징
꼬리 길이 280~363mm를 제외한 몸길이가 352~477mm인 큰 설치류로 발 길이는 60~80mm, 귀 길이는 23~37mm이다. 몸무게는 최대 1.95kg이다.

## 생태
바위 무더기 사이의 땅 아래 굴 속에서 산다. 암컷은 한 번에 한 마리의 새끼를 낳는 것으로 추정된다.

## 분포 및 서식지
뉴기니섬 센트럴 코르디예라 산맥에 널리 분포한다. 해발 2,450m와 3,850m 사이의 산악 숲과 아고산 초원 지대에서 서식한다.